# Roberto Ismael Torres Baez
Roberto Ismael Torres Baez (6 april 1972) is een voormalig Paraguayaans voetballer.

## Carrière
Roberto Torres speelde tussen 1996 en 2000 voor Cerro Porteño en Júbilo Iwata.

## Paraguayaans voetbalelftal
Roberto Torres debuteerde in 1996 in het Paraguayaans nationaal elftal en speelde 1 interland.